# Browning (Montana)
Browning és una població dels Estats Units a l'estat de Montana. Segons el cens del 2000 tenia 1.065 habitants.

## Demografia
Segons el cens del 2000, Browning tenia 1.065 habitants, 360 habitatges, i 254 famílies. La densitat de població era de 1.523 habitants per km².
Dels 360 habitatges en un 39,2% hi vivien nens de menys de 18 anys, en un 36,7% hi vivien parelles casades, en un 25,3% dones solteres, i en un 29,2% no eren unitats familiars. En el 27,2% dels habitatges hi vivien persones soles el 8,9% de les quals corresponia a persones de 65 anys o més que vivien soles. El nombre mitjà de persones vivint en cada habitatge era de 2,81 i el nombre mitjà de persones que vivien en cada família era de 3,4.
Per edats la població es repartia de la següent manera: un 31,5% tenia menys de 18 anys, un 10,3% entre 18 i 24, un 28,1% entre 25 i 44, un 18,1% de 45 a 60 i un 12% 65 anys o més.
L'edat mediana era de 31 anys. Per cada 100 dones de 18 o més anys hi havia 77,2 homes.
La renda mediana per habitatge era de 23.879 $ i la renda mediana per família de 25.000 $. Els homes tenien una renda mediana de 24.375 $ mentre que les dones 20.972 $. La renda per capita de la població era de 8.955 $. Aproximadament el 28,3% de les famílies i el 29,2% de la població estaven per davall del llindar de pobresa.

## Poblacions més properes
El següent diagrama mostra les poblacions més properes.